# Батумська угода
Батумська угода — договір між Османською імперією та Демократичною Республікою Вірменія, підписаний 4 червня 1918. Це був перший міжнародний договір, підписаний Вірменією.

## Передумови
5 грудня 1917 підписане Ерзінджанське перемир’я між Російською республікою та Османською імперією. Це перемир'я завершило бойові дії між російськими та османськими військами на Кавказі та в Ірані в рамках Першої світової війни.
3 березня 1918 Радянська Росія підписала Брестський мирний договір з країнами Центрального блоку, що означало вихід Росії з Першої світової війни. У березні-квітні 1918 у Трабзоні пройшла мирна конференція делегацій Османської імперії та Закавказького сейму. У ході конференції Енвер-паша заявив про те, що під час вироблення договору на Кавказі необхідно слідувати Брестській угоді.
5 квітня лідер делегації Закавказького сейму Акакій Чхенкелі прийняв вимоги османської сторони. Однак вірмени відмовилися від подальших переговорів та оголосили про стан війни з Османською імперією. Після цього бойові дії поновилися і османські війська продовжили наступ на схід.

## Договір
11 травня відкрилася нова мирна конференція в Батумі. Під час переговорів османська сторона висунула вимоги включити до складу Османської імперії не лише Тбілісі, а й Ґюмрі та Вагаршапат. Крім цього османи планували побудувати залізницю, що сполучає Карс та Джульфу з Баку. Вірменська держава, по території якого проходив цей транспортний коридор, була зобов'язана забезпечити будівництво. Тим часом, 21 травня частини османської армії увійшли на вірменські території, що входили до складу Російської імперії. Це вторгнення призвело до битв при Каракіліссі та Баш-Апарані.
Після того як османська армія зайняла позиції за 7 км від Єревану, мирний договір між Османською імперією та Демократичною Республікою Вірменія був підписаний. На територіях, які відходили Османської імперії, проживало близько 1 250 000 вірмен.

## Наслідки
Генерал Андранік Озанян відмовився визнати Батумську угоду. Його збройні формування продовжили опору османським військам з метою створити нову вірменську державу — Республіку Гірська Вірменія.